# George Harrison (álbum)
George Harrison es el octavo álbum de estudio del músico británico George Harrison, publicado en 1979 y grabado entre julio y noviembre del año anterior, coincidiendo con su matrimonio con Olivia Trinidad Arias y el nacimiento de su único hijo, Dhani. 
Debido a la afición de Harrison de viajar tras la publicación de Thirty Three & 1/3, no comenzó a grabar un nuevo álbum hasta mediados de 1978, si bien a lo la largo de su tiempo libre había escrito nuevas canciones. Volviendo a unirse con un productor por primera vez en años, eligió a Russ Titelman para que le ayudara en la realización de George Harrison, grabado en su estudio personal de Friar Park, con las secciones de cuerda registradas en AIR Studios. Entre los artistas invitados figuran Steve Winwood, Gary Wright y Eric Clapton. 
El álbum fue precedido por el sencillo "Blow Away", que alcanzó el puesto #51 en las listas de éxitos británicas y el #16 en las estadounidenses. Tras su publicación, George Harrison se posicionó en el lugar #39 en el Reino Unido y el #14 en Estados Unidos, donde fue certificado como disco de oro. 
En 2004, George Harrison fue remasterizado y reeditado tanto por separado como junto a la caja The Dark Horse Years 1976-1992, con el demo "Here Comes the Moon", grabado en Hawái, como tema adicional.
El álbum cuenta con un sonido optimista, relajante, y de viaje en carretera muy al estilo la década de los 70, haciendo una combinación ideal entre su sonoridad y su portada, en la cual aparece Harrison en un bosque, rodeado por la naturaleza del mismo 

## Canciones
George Harrison tiene una gran variedad de canciones, 9 de ellas son originales escritas para el álbum, mientras que la otra, Not Guilty es una composición de Harrison para el Álbum Blanco que se terminó en su totalidad, pero nunca llegó a este por decisión de George.
Love Comes to Everyone es como empieza el álbum, escrita en 1977, inspirada en Olivia Arias, su segunda reciente esposa pero grabada finalmente como demo en Hawái, y terminada en el mismo lugar. La pista tiene una introducción de guitarra por parte del amigo de George Harrison, Eric Clapton, misma que sería versionada en el álbum de Clapton, Back Home.
Not Guilty fue una de las varias canciones escritas después del viaje de meditación de The Beatles en la India, que sufrió el cambio de una canción de hard rock, como se puede ver en la versión incluida en Anthology 2 a esta, mucho más ligera.
Here Comes the Moon es la secuela lírica de la aclamada canción de Harrison en el Abbey Road, Here Comes the Sun, siendo a la vez una canción acústica, de un catalogado folk pop, y fue escrita en sus vacaciones por las islas Maui, en Hawái, grabada en su estudio casero.
Soft-Hearted Hana, la cuarta canción del lado A, fue escrita inspirándose en otra canción de Harrison, Deep Blue, teniendo como resultado una canción acústica con letras humorísticas y psicodélicas, esto se debe a que la canción fue concebida en un experiencia psicodélica gracias a la ingesta de hongos psilocibios en Maui. La canción fue lanzada como el lado B del sencillo Love Comes to Everyone.
Blow Away fue lanzado como el sencillo más exitoso del álbum, llegando al puesto 51 en el Reino Unido y al 16 y 7, respectivamente en Estados Unidos y Canadá, con Soft Touch como lado B. Harrison comentó que «Blow Away» surgió de sentimientos de melancolía y de insuficiencia que sirvieron como un recordatorio de que él, de hecho, «amaba a todo el mundo» y debía tratar de ser más optimista. Además, señaló que, aunque en un principio no le gustaba la melodía, pensando que era demasiado simple, la canción creció a medida que comenzó a grabarla, convirtiéndose en la canción que impulsaría al álbum
Faster, el último sencillo del álbum, fue lanzado para ayudar a combatir al cáncer, con Your Love Is Forever como lado B. La inspiración de la composición de la canción se relaciona con la afición de Harrison a las carreras de Fórmula 1, aparcando momentáneamente su carrera musical. Harrison había hablado con Niki Lauda tras el Gran Premio de los Estados Unidos de 1977 y encontró inspiración para escribir una canción «que Niki-Jody-Emerson y la pandilla pudiese disfrutar». Harrison extrajo el título de la canción del libro de Jackie Stewart, y a continuación escribió el estribillo. El resto de la canción la escribió de un modo que no se limitase exclusivamente a los coches, siendo «machinery» la única palabra relacionada con los coches de carreras. Aun así, la canción incluyó efectos de sonido del Gran Premio de los Estados Unidos de aquel año.
Dark Sweet Lady fue otra canción escrita en Maui, que fue grabada en el estudio casero de George, siendo considerada como música folk.
Your Love Is Forever fue el lado B del sencillo exitoso Faster, que fue como Love Comes to Everyone escrita en honor y dedicada para su reciente esposa Olivia Arias, con la quien tendría su hijo Dhani Harrison.
Soft Touch, es la penúltima canción del álbum, y la primera escrita para el álbum, poco después del lanzamiento de Thirty Three & 1/3 en las Islas Vírgenes lanzado originalmente como el lado B de la canción Blow Away, aunque intercambiando el lado B de Love Comes to Everyone en el sencillo de Estados Unidos. Esta canción incluye la guitarra slide, acústica y eléctrica
If You Believe es la última canción que aparece en el disco, el cierre del álbum. Esta fue escrita junto con Gary Wright en el Año Nuevo de 1978, finalizando las letras un mes después en Hawái, las cuales trataban del poder de la fe en lograr un deseo. La canción incluye al dueto de Harrison y Wright (el cual toca el sintetizador Oberheim). Fue pensada en lanzarse como un sencillo, pero eso nunca pasó

## Lista de canciones
Todas las canciones compuestas por George Harrison excepto donde se anota
| Cara A |                          |          |  |
| N.º    | Título                   | Duración |  |
| 1.     | «Love Comes to Everyone» | 4:37     |  |
| 2.     | «Not Guilty»             | 3:36     |  |
| 3.     | «Here Comes the Moon»    | 4:51     |  |
| 4.     | «Soft-Hearted Hana»      | 4:03     |  |
| 5.     | «Blow Away»              | 4:01     |  |

| Cara B |                                                 |          |  |
| N.º    | Título                                          | Duración |  |
| 1.     | «Faster»                                        | 4:47     |  |
| 2.     | «Dark Sweet Lady»                               | 3:26     |  |
| 3.     | «Your Love Is Forever»                          | 3:43     |  |
| 4.     | «Soft Touch»                                    | 4:00     |  |
| 5.     | «If You Believe» (George Harrison, Gary Wright) | 3:00     |  |

| Bonus Tracks 2004 |                                      |          |  |
| N.º               | Título                               | Duración |  |
| 1.                | «Here Comes the Moon (Demo Version)» | 3:37     |  |
| 2.                | «Blow Away (Demo Version)»           | 3:04     |  |

## Personal
- George Harrison: voz, guitarras, coros y bajo en "Faster"
- Andy Newmark: batería
- Willie Weeks: bajo
- Neil Larsen: teclados y minimoog
- Ray Cooper: percusión
- Steve Winwood: polymoog, armonio, Minimoog y coros
- Emil Richards: marimba
- Gayle Levant: arpa
- Eric Clapton: Introducción de "Love Comes To Everyone"
- Gary Wright: Oberheim OB-X en "If You Believe"
- Del Newman: adaptación de cuerdas y vientos

- Datos: Q1507553